# Megalolaelaps
Famille
Genre
Megalolaelaps, unique représentant de la famille des Megalolaelapidae, est un genre d'acariens.

## Liste des espèces
- Megalolaelaps haeros (Berlese, 1888)
- Megalolaelaps ornatus (Keegan, 1946)